# Salvador Pinheiro Machado
Salvador Aires Pinheiro Machado (Cruz Alta, 7 de março de 1859 — Porto Alegre, 18 de dezembro de 1919), foi um estancieiro e político brasileiro. Era filho de Antonio Gomes Pinheiro Machado e Maria Manuela de Oliveira Aires.
Republicano convicto, participou na antiga Província do Rio Grande do Sul da campanha pela implantação da República no Brasil, ao lado do seu irmão José Gomes Pinheiro Machado, seu tio Venâncio Aires, Julio de Castilhos e outros.
Foi um dos republicanos que se reuniram na Fazenda da Reserva, propriedade de Júlio de Castilhos, para, sob a liderança deste, conspirarem em favor da queda da monarquia no país.
Em 1893, quando da deflagração da Revolução Federalista, ajudou a organizar e comandar contingentes de voluntários que combateram as tropas do lider maragato Gumercindo Saraiva. Comandou a 4.° Brigada de Cavalaria, pertencente à Divisão do
Norte, organizada e comandada por José Gomes.
Recebeu a carta-patente de general (um título honorífico) em reconhecimento aos serviços militares prestados em defesa da República. Foi Comandante-Geral da Brigada Militar do Rio Grande do Sul.
Em 1895, foi eleito prefeito (na época denominado de intendente) de São Luiz Gonzaga, sendo reeleito em 1900, mantendo grande fidelidade aos princípios republicanos preconizados no programa do partido.
Mais tarde, membro do Partido Republicano Conservador, foi eleito deputado estadual, à 24.ª Legislatura da Assembleia Legislativa do Rio Grande do Sul, de 1901 a 1905.  e, por duas vezes, foi vice-governador do Estado do Rio Grande do Sul (mandatos iniciados em 1913 e 1918), assumindo o cargo de governador (Presidente do Estado) em 1915 até a metade de 1916, durante o afastamento por motivo de saúde do governador Borges de Medeiros.
Pelo Decreto Lei n° 19.466, de 18 de dezembro de 1966, tornou-se o patrono do 2.° Batalhão de Polícia Militar, sediado em Rio Pardo.